# Fiordo Kangerlussuaq
El fiordo de Kangerlussuaq es un fiordo en el este de Groenlandia. Es parte del municipio de Sermersooq.
El fiordo recibió su nombre gracias a la expedición a la costa oriental de Groenlandia dirigida por Georg Carl Amdrup en 1900. Actualmente se están realizando exploraciones de perforación para la posible explotación de oro, paladio y platino en el área de Kangerlussuaq.

## Historia
La costa oriental de Groenlandia estuvo habitada por pueblos paleoesquimales hace 4000 años y es probable que el fiordo Kangerlussuaq fuera visitado por cazadores. Un raspador manual de cuarzo encontrado en Cabo Irminger —24 kilómetros al este de Cabo Hammer— demuestra que la región fue visitada hace al menos 2000 años. Los inuit vivieron en la zona entre finales del siglo XIII y principios del siglo XIX.
Restos de viviendas inuit se encontraron en 1900 cuando los primeros europeos llegaron a este remoto fiordo durante la expedición a la costa este de Groenlandia de Georg Amdrup. Sin embargo, las primeras excavaciones arqueológicas en la intrusión de Skaergaard fueron realizadas por miembros de la Segunda Expedición a Groenlandia Oriental del Comité Scoresbysund dirigida por Ejnar Mikkelsen en 1932.
Con motivo del Segundo Año Polar Internacional en 1932, una estación meteorológica y de radio noruega denominada "Storfjord/LMR" comenzó a operar en Mud Bay (Mudderbugten), en el lado suroeste del fiordo Kangerlussuaq. La estación cesó sus operaciones en 1933.
En 1945 había una colonia de cazadores cerca de la desembocadura del fiordo y se estableció una estación meteorológica dirigida por EE. UU. en la intrusión de Skaergaard. La estación meteorológica se trasladó en 1949 a la isla North Apulileeq (Nordre Aputiteq), situada a unos 45 km al suroeste frente al cabo Edvard Holm.

## Geografía
Este fiordo está ubicado en la Tierra del Rey Cristián IX, aproximadamente a mitad de camino entre Scoresby Sund y el fiordo Sermilik y marca el límite sur de la costa de Blosseville. Es el segundo fiordo más grande de la costa sureste de Groenlandia. Sus aguas son alimentadas por el enorme glaciar Kangerlussuaq, el más grande de la costa este de la capa de hielo de Groenlandia, entre otros glaciares activos no tan grandes como el glaciar Hutchinson cerca de su entrada sur. El fiordo se extiende hacia el interior en dirección aproximadamente noroeste y su desembocadura se encuentra entre el cabo Deichmann y el cabo Hammer, en la zona del estrecho de Dinamarca del océano Atlántico.
El Nordfjord, el fiordo Courtauld, el fiordo Amdrup (Atterteq) y el fiordo Watkins (Torsukattak) son fiordos laterales más pequeños dentro del sistema de fiordos Kangerlussuaq. La isla Kraemer se encuentra a la entrada del fiordo Watkins, separada de la intrusión de Skaergaard en la costa norte del fiordo Kangerlussuaq por el estrecho Uttental Sund. El fiordo Kangerlussuaq es un fiordo profundo con corrientes fuertes y peligrosas.

### Montañas
Cerca de la entrada del fiordo, sus lados se ensanchan, formando una impresionante bahía rodeada de imponentes acantilados y altas montañas, como el Batbjerg de 1.660 m de altura al noroeste y las tierras altas montañosas de la meseta Nordfjord al noreste. Los nunataks Redekammen y Kangerlussuaq Tinde están situados al oeste, la cordillera Prince of Wales (Prinsen af Wales Bjerge) está situada al norte y la cordillera Lemon al este del fiordo. La cordillera del Príncipe Heredero Federico se extiende hacia el suroeste hasta el suroeste del fiordo.
|  |  |  |

## Geología
El área alrededor de Kangerlussuaq ha sido conocida por su geología única desde la década de 1930 debido a las numerosas intrusiones donde el magma del interior de la Tierra ha sido forzado a entrar en la corteza terrestre. Es especialmente conocida la intrusión de Skaergaard, descubierta por Lawrence Wager en 1931 durante la expedición aérea británica al Ártico.

## Clima
En la región del fiordo predomina el clima de tundra. La temperatura media anual en la zona del fiordo Kangerlussuaq es de -11 °C. El mes más cálido es julio, cuando la temperatura media sube a 2 °C, y el más frío es marzo, con -18 °C.
| Parámetros climáticos promedio de | Parámetros climáticos promedio de | Parámetros climáticos promedio de | Parámetros climáticos promedio de | Parámetros climáticos promedio de | Parámetros climáticos promedio de | Parámetros climáticos promedio de | Parámetros climáticos promedio de | Parámetros climáticos promedio de | Parámetros climáticos promedio de | Parámetros climáticos promedio de | Parámetros climáticos promedio de | Parámetros climáticos promedio de | Parámetros climáticos promedio de |
| Mes                               | Ene.                              | Feb.                              | Mar.                              | Abr.                              | May.                              | Jun.                              | Jul.                              | Ago.                              | Sep.                              | Oct.                              | Nov.                              | Dic.                              | Anual                             |
| --------------------------------- | --------------------------------- | --------------------------------- | --------------------------------- | --------------------------------- | --------------------------------- | --------------------------------- | --------------------------------- | --------------------------------- | --------------------------------- | --------------------------------- | --------------------------------- | --------------------------------- | --------------------------------- |
| Temp. máx. media (°C)             | −7.0                              | −7.6                              | −7.7                              | −3.5                              | 1.3                               | 3.8                               | 5.3                               | 5.3                               | 3.0                               | −0.6                              | −4.4                              | −6.4                              | −1.5                              |
| Temp. media (°C)                  | −10.8                             | −11.4                             | −11.6                             | −7.2                              | −1.9                              | 1.0                               | 2.2                               | 2.4                               | 0.7                               | −2.6                              | −6.9                              | −9.6                              | −4.6                              |
| Temp. mín. media (°C)             | −15.1                             | −15.6                             | −15.7                             | −11.0                             | −5.0                              | −1.3                              | −0.4                              | 0.0                               | −1.2                              | −4.4                              | −9.6                              | −13.0                             | −7.7                              |
| Precipitación total (mm)          | 57.0                              | 56.0                              | 50.0                              | 51.0                              | 45.0                              | 78.0                              | 32.0                              | 95.0                              | 76.0                              | 68.0                              | 61.0                              | 39.0                              | 708                               |
| Días de precipitaciones (≥ 1 mm)  | 9.0                               | 9.0                               | 8.0                               | 8.0                               | 7.0                               | 7.0                               | 5.0                               | 8.0                               | 7.0                               | 10.0                              | 8.0                               | 7.0                               | 93                                |
| Humedad relativa (%)              | 80.0                              | 80.0                              | 80.0                              | 80.0                              | 85.0                              | 88.0                              | 87.0                              | 85.0                              | 80.0                              | 79.0                              | 79.0                              | 79.0                              | 81.8                              |
| [cita requerida]                  |                                   |                                   |                                   |                                   |                                   |                                   |                                   |                                   |                                   |                                   |                                   |                                   |                                   |